# Roztoka-Kolonia
Roztoka-Kolonia – kolonia wsi Roztoka w Polsce położona w województwie lubelskim, w powiecie chełmskim, w gminie Żmudź.
W latach 1975–1998 kolonia należała administracyjnie do województwa chełmskiego.
Wierni Kościoła rzymskokatolickiego należą do parafii Wniebowzięcia Najświętszej Maryi Panny w Klesztowie.